# Alan Wren
Alan John Wren (Mánchester, Inglaterra; 10 de abril de 1964), más conocido como Reni, es un músico británico, donde fue anteriormente baterista de The Stone Roses entre 1984 y 1995.
Reni es considerado como uno de los mejores bateristas de su generación, y como el "baterista más importante del círculo indie del Reino Unido" (Rhythm, 2004). Según el exgerente General de The Haçienda Howard Jones "tocaba la batería como Hendrix tocaba la guitarra". El ritmo de su batería, que logró la mezcla de dance con indie, fue importante en el sonido Madchester y la escena alternativa actual.
En 1999 formó una banda de corta vida llamada "The Rub" con Casey Longdon (guitarra rítmica), Neil Nisbet (bajo), y Mick Grant (batería). Reni también canta, compone, toca guitarra y bajo.
- Datos: Q3355984